# Misima Jukio
Misima Jukio (三島 由紀夫; Hepburn: Mishima Yukio; Tokió, 1925. január 14. – Tokió, 1970. november 25.), valódi (születési) nevén Hiraoka Kimitake, japán próza- és drámaíró, költő, aki rituális öngyilkosságot, szeppukut követett el. Háromszor jelölték a Nobel-díjra. Az egyik legjelentősebb 20. századi japán író, avantgárd életművében a modern és hagyományos esztétikát ötvözte, kulturális határokat törve át, fő témáiul a homoszexualitást, a halált és a politikai változást választva.

## Ifjúkora

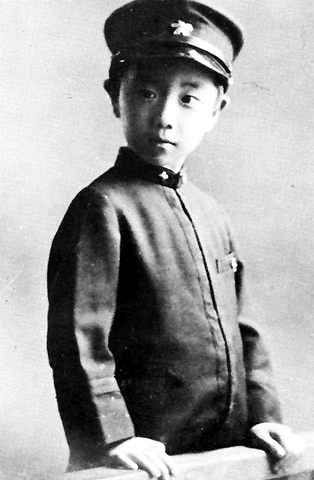
Misima 1931-ben

Tokió Jocuja kerületében, a mai Sindzsukuban született. Apja, Hiraoka Azusza kormánytisztviselő, anyja, Sizue egy iskolaigazgató lánya volt. Húga, Micuko tífuszban halt meg, rajta kívül még egy testvére volt, öccse, Csijuki. Gyermekkorát beárnyékolta erőszakos nagyanyja, Nacu, aki magához vette, és évekig vissza sem adta a szülőknek. Nacu Macudaira Joritaka daimjó törvénytelen unokája volt, és Ariszugava Taruhito herceg házában nevelkedett. Arisztokratikus gőgjére nagy csapás volt, amikor feleségül ment Misima nagyapjához, a szahalini Karafuto prefektúra későbbi főkormányzójához. A gyermek Misimát nem engedte ki az utcára, nehogy lesüljön a napon, sportolni, játszani sem hagyta, ezért Misima gyerekkorának ezt a részét jobbára unokahúgai és babáik társaságában töltötte.
12 éves korában térhetett csak vissza családjához. Apja, a katonás fegyelem híve, hogy félelmét legyőzze, száguldó vonatok oldalához tartotta, és rendszeresen átkutatta a szobáját, „effeminált” irodalmat keresve nála, és összetépve a fiú korai kéziratait.

## Iskolák, első művek
Hatévesen íratták be az elit Gakusúinba („Nemesi Iskola”), 12 évesen kezdett írni. Falta Oscar Wilde, Rainer Maria Rilke és a japán klasszikusok műveit. 13 éves korában a legfiatalabb tagja lett az iskolai irodalmi kör vezetőségének. Első, nyomtatásban megjelent írásai vakák voltak.
A Nemesi Iskola újságjában publikálta első elbeszélését Hanazakari no mori („Virágba borult erdő”) címmel, amelynek narrátora úgy érzi, ősei tapinthatóan továbbélnek benne. Tanárainak annyira megtetszett, hogy benyújtották egy jó nevű irodalmi folyóiratnak is. A metaforákkal és aforizmákkal, későbbi kedves irodalmi eszközeivel megtűzdelt kis mű 1944-ben könyv alakban is megjelent. Hogy diáktársai gúnyolódásától megkíméljék, tanárai ekkor találták ki neki a Misima Jukio álnevet.
A második világháború idején ő is behívót kapott, de az orvosi vizsgálat idején éppen meg volt fázva, ráadásul tévesen azt mondták, gümőkóra van, ezért alkalmatlannak nyilvánították.
Noha apja megtiltotta neki az írást, Misima titkon minden éjjel írt, anyja védelmével és támogatásával, aki minden új novelláját elolvasta. Misima 1947-ben diplomát szerzett a Tokiói Egyetemen, és a pénzügyminisztériumban kapott hivatalnoki állást. A sok tanulás és éjszakázás azonban annyira kimerítette a szervezetét, hogy apja engedélyével egy év múlva otthagyta az állást, és csak az írásnak szentelte magát.

## Művei a háború után
1946-ban felkereste Kamakurában a híres írót, Kavabata Jaszunarit, és megmutatta neki két elbeszélését, a Csúszei-t („A középkor”) és a Tabakó-t („A cigaretta”), s tanácsot és segítséget kért tőle. Kavabata ajánlására a Tabakó-t még abban az évben leközölte a Ningen folyóirat.
Szintén 1946-ban kezdte írni Tózoku („Tolvajok”) című regényét, amelyben két fiatal arisztokrata az öngyilkosság gondolatával foglalkozik. 1948-ban jelent meg, és Misimát máris a háború utáni második nemzedék ígéretes tagjának könyvelték el. Ezt követte 1949-ben az Egy maszk vallomása, ez a félig önéletrajzi írás, amelynek fiatal, látensen homoszexuális hőse kénytelen maszk mögé bújni, hogy a társadalom befogadja. Ugyancsak 1949-ben több esszét publikált szeretett mesteréről, Kavabatáról.
Művei nemzetközi hírnevet hoztak neki, ugyanis több írását lefordították európai nyelvekre. Sokat utazott, 1952-ben Görögországban is megfordult, ennek a látogatásnak nyomait viseli a Hullámok sűrűjében (Sioszai) című regénye, amely a görög mitológiából, Daphnisz és Khloé legendájából merít.
Többször is megtörtént esetet dolgozott fel műveiben, Az Aranytemplom (1956) például egy őrült diák történetét meséli el, aki felgyújtotta a híres kiotói Kinkakudzsit. Az Utago no ato („Bankett után”, 1960) annyira hű ábrázolása egy politikai kampánynak, hogy Arita Hacsiró tokiói főpolgármester-jelölt be is perelte érte. Legmodernistább, már-már sci-fi-szerű regényét, az Ucukusii hosi-t („Szép csillag”) kevésbé lelkesen fogadta a kritika.
Háromszor is jelölték a Nobel-díjra, művei sok országban megjelentek, 1968-ban mégis mentorát, Kavabatát tüntették ki a díjjal.

## Színészi munkássága
Főszerepet játszott Maszumura Jaszuzó 1960-as filmjében, a Félek meghalni-ban, de szerepet vállalt a novellájából készült Júkoku-ban („Hazafiság”, 1966), a Fekete gyík című krimiben (1968) és a Hitokiri-ben (1969) is. A Hitokiri-ben a címdalt is ő énekelte.

## Magánélete

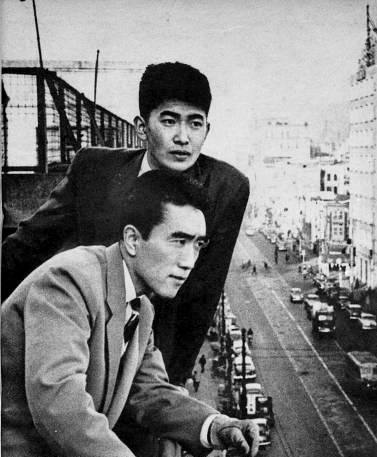
Isihara Sintaróval (fent), későbbi tokiói főpolgármesterrel 1956-ban

1955-től rendszeresen foglalkozott testépítéssel. Egy 1968-as esszéjében („Nap és acél”) megvetéssel szólt azokról az értelmiségiekről, akik a szellemet a test elé helyezik. Később a kendóban is komoly gyakorlatra tett szert.
Noha gyakran járt melegbárokba, nemi orientációja máig vitatott. Halála után felesége minden ilyen híresztelést igyekezett elfojtani, de többen is állították, hogy viszonyuk volt vele, így Fukusima Dzsiró is, aki közzétette levelezésüket. Misima gyermekei pert nyertek az író ellen, amiért az „beszennyezte Misima hírét”.
Állítólag egy teniszpályán ismerkedett meg Sóda Micsiko kisasszonnyal (a későbbi Micsiko császárnéval), és kis híján házasság lett belőle. Misima 1958-ban vette el Szugijama Jókót, két gyermekük született, lányuk, Noriko 1959-ben, fiuk, Iicsiró 1962-ben.
1967-ben belépett a Japán Önvédelmi Haderőbe, és alapkiképzést kapott. Egy évvel később megalapította magánhadseregét, a Tatenokait („Pajzs Szövetség”), amelybe főleg harcművészetekben jártas diákokat toborzott, és a császár védelmére eskette fel őket. Misima ideológiájában a császár nem annyira konkrét személy, mint inkább a japánság megtestesülése volt: egy írásában egyenesen megrótta Hirohitót, amiért a világháború után „lemondott” isten voltáról.
Élete utolsó 10 évében több színdarabot írt, filmekben játszott, és társrendezője volt a Hazafiság című írásából készült filmnek. Éveken át írta és előbb folytatásokban, majd kötetenként jelentette meg nagy tetralógiáját, a Hódzsó no umi-t („A termékenység tengere”), amelyet 1965-ben kezdett el.

## Puccskísérlet és öngyilkosság
1970. november 25-én Misima és a Tatenokai négy tagja ellátogatott a honvédelmi erő keleti (tokiói) főparancsnokságára, elbarikádozták a parancsnok irodáját, és egy székhez kötözték a tábornokot. Misima egy előre elkészített beszéddel és a követeléseiket tartalmazó, kilógatott felirattal az erkélyre lépve beszédet mondott a kinn összeverődött személyzetnek. Arra buzdította őket, hogy hajtsanak végre államcsínyt, és ruházzák fel hajdani abszolút hatalmával az uralkodót. Mivel szavait csak pfujolás fogadta, visszalépett az irodába, és szeppukut követett el. A segéd szerepére kiválasztott diák, Morita Maszakacu többször is sikertelenül próbálta lecsapni a fejét, amit végül egy másik, Koga Hirojaszu tett meg helyette.
Sok spekuláció látott napvilágot arról, miért is követett el öngyilkosságot Misima. Tény, hogy röviddel előtte fejezte be tetralógiája utolsó kötetét, amelynek nagy része van abban, hogy Misimát a háború utáni legnagyobb stílusművészek közé sorolják.
40 regényt, 18 színdarabot, 20 kötetnyi elbeszélést, legalább 20 kötetnyi esszét, egy librettót és egy filmet írt.

## Politikai nézetei
Élete vége felé sajátos, egyedülálló nacionalista ideológiát dolgozott ki magának. A baloldal gyűlölte, amiért fennhangon és szerintük anakronisztikusan a busidó iránti elkötelezettségét hirdette, de nem szerette a jobboldal sem, amiért bírálni merészelte Hirohitót.

## Művei

### Fontosabb prózai művei
- Egy maszk vallomásai (Kamen no kokuhaku, 1948)
- Kindzsiki („Tiltott színek”, 1953)
- Hullámok sűrűjében (Sioszai, 1954)
- Az Aranytemplom (Kinkakudzsi, 1956)
- Utage no ato („Bankett után”, 1960)
- Véres naplemente (Gogo no eikó, 1963)
- Hódzsó no umi („A termékenység tengere”): 1. Haru no juki („Tavaszi hó”, 1968), 2. Honba („Elszabadult lovak”, 1969), 3. Akacuki no tera („A hajnal temploma”, 1970), 4. Tennin goszui („Az angyal romlása”, 1970)

### Fontosabb modern drámái
- Szado kósaku fudzsin („Sade márkiné”, 1965)
- Vaga tomo Hittorá („Barátom, Hitler”, 1968)

### Fontosabbnó- éskabukidarabjai
- Szotoba Komacsi („Komacsi a sírnál”, 1952)
- Aja no cuzumi („A damasztdob”, 1955)
- Aoi no Ue („Aoi úrhölgy”, 1956)[5]

## Magyarul
- Arc a tükörben (dráma); ford. Sövény Aladár, Nagyvilág, 1964/7
- A szeppuku; ford. Szenczei László, Nagyvilág, 1975/1
- Sade márkiné - André Pieyre de Mandiargues francia átdolgozása alapján (dráma); ford. Somlyó György, in: Nagyvilág, 22. évf., 1977/8., 1159-1203. o.
- Az aranypagoda-templom (regényrészlet); ford. Kada Júlia, in: Nagyvilág, 24. évf., 1979. 1. sz. 3-18. o.
- A kegyencnő és a pap; ford. Gergely Ágnes, in: Nagyvilág, 28. évf., 1983., 4. sz. 510-521.
- Hogyan kell olvasni a Hagakuret?; ford. Koliger Károly, in:  Új symposion, 1988. 2/3. szám, 35-36. o.
- Egy maszk vallomásai (regényrészlet?); ford. XXX, in: Nagyvilág, 33. évf., 1988.,4. sz. 548-564. o.
- Onnagata; ford. Puszta Dóra, Nappali ház - művészeti és irodalmi szemle, 1990/2
- A kesztyű; ford. Fázsy Anikó, in: Nagyvilág, 37. évf., 1992. 7-8. sz., 926-935. o.
- Egy maszk vallomása (regényrészlet?); ford. XXX, 38. évf., 1993., 10-11. sz. 1029-1140. o.
- Az újságpapír; ford. Fázsy Anikó, in: Nagyvilág, 41. évf., 1996. 3-4. sz., 232-236. o.
- Hazafiság; ford. Szenczei László, in: Pannon Front, 30, cca. 1995-2005
- Az apród; ford. Gy. Horváth László, in: Nagyvilág, 45. évf., 2000/12. szám, 1219-1225. o.
- Tiltott színek: a kezdet; ford. Domokos Tamás (Forbidden Colours. New York, Vintage Books alapján), Fosszília, 2002/1/4. szám, 24-39. o.
- Halál nyáron; ford. Fázsy Anikó, in: Nagyvilág, 56. évf., 2011/7-8. szám,  529-549. o.
- Hold a vízen; ford. Gács Éva olaszból, Elektronikus kiadás Terebess Ázsia E-Tár, é.n.
- A három alapszín - Szangensoku - Egyfelvonásos (dráma); ford. Kéry Sándor, Irodalmi Szemle 2014/2
- A Holttest és a Kincs - Verses dráma egy felvonásban, ősi indiai legenda alapján; ford. Kéry Sándor, Irodalmi Szemle 2014/2
- Az Aranytemplom. Regény; ford., utószó Erdős György; Európa, Bp., 1989 ISBN 963-07-4884-3
- Egy maszk vallomása; ford. Fázsy Anikó; Nagyvilág Alapítvány, Bp., 1993 ISBN 963-04-3923-9
- Hullámok sűrűjében; ford. Zimre Krisztina; Magyar Könyvklub, Bp., 2001 (Szerelmes világirodalom) ISBN 963-547-442-3
- Bevezetés a Hagakure szellemiségébe. Misima Jukio a szamurájok kódexének mai értelméről; ford. Tóth Andrea; Szenzár, Bp., 2006 (Harcosok ösvényén)
- Véres naplemente; ford. Varsányi Mari; Konkrét Könyvek, Bp., 2007 ISBN 978-963-7424-30-4
- Barátom, Hitler és Madame de Sade. Drámák; vál., szerk., bev. Jámbor József, jegyz. Vihar Judit; Napkút, Bp., 2014 ISBN 978-963-263-386-2
- Egy maszk vallomásai; ford. Gy. Horváth László; Jelenkor Kiadó, Bp., 2018
- Élet eladó; ford. Mayer Ingrid; Jelenkor, Bp., 2021, ISBN 9789636767921
- Nap és vas; ford. Mayer Ingrid; Helikon; Bp., 2022, ISBN 9789634798224

## Művek Misimáról
- John Nathan: Mishima: A Biography, Little, Brown, 1974, ISBN 0-316-59844-5
- Henry Scott Stokes: The Life and Death of Yukio Mishima, Peter Owen, 1975, ISBN 0-7206-0123-1
- Henry Scott Stokes: Misima Jukio élete és halála, ford. Tóth Andrea, Szenzár Kiadó 2001, ISBN 963-86151-3-3
- Mishima: A Life in Four Chapters, 1985, Paul Schrader filmje
- Damian Flanagan: Yukio Mishima, Reaktion Books, 2014, ISBN 978-178023-3451
- Koósz István: A világ teljessége : [Könyvismertetés : Misima Jukio: Barátom, Hitler és Madame de Sade], Színház, 2015. (47. évf.) 6. sz. 47-48. old.
- Simko, Dusan: Misima Jukio avagy a szeppuku művészete; Nagyvilág : világirodalmi folyóirat, 1997. (42. évf.) 11-12. sz. 644-646. old.
- Nádas Péter: Misima-mondat (Misima Jukió: Az aranytemplom); Holmi, 1990. (2. évf.) 5. sz. 569-576. old.
- Károlyi Csaba: Irodalom - Misima Jukio: Az aranytemplom; Vigilia, 1990. (55. évf.) 9. sz. 713-714. old.
- Kutor András: Mishima Yukio művészetének fizikalizmusa; Távol-keleti tanulmányok, 2022. (14.évf.) 2.sz. 175-206. old.
- Stockholmi Királyi Drámai Színház : Yukio Mishima: De Sade márkiné; Színház, 1993. (26. évf.) 10. sz. 26-27. old.
- Ne nyúljatok a szamurájokhoz! - Mishima; Filmvilág, 1985. (28. évf.) 7. sz. 54-55. old.
- Lomb Kató: Mishima Yukio [Tájékozódás]; Élet és irodalom, 1970. (14. évf.) 51. sz. 6. old.
- Henry Scott Stokes: Az eltűnt Szamuráj, Valóság, 1986/9

## Fordítás
- Ez a szócikk részben vagy egészben a Yukio Mishima című angol Wikipédia-szócikk ezen változatának fordításán alapul.  Az eredeti cikk szerkesztőit annak laptörténete sorolja fel. Ez a jelzés csupán a megfogalmazás eredetét és a szerzői jogokat jelzi, nem szolgál a cikkben szereplő információk forrásmegjelöléseként.